# إغناثيو غارسيا مالو
إغناثيو غارسيا مالو (بالإسبانية: Ignacio García Malo) (1 فبراير 1760، كاستيلو دي غراسيمونيوزا في إسبانيا - 25 يونيو 1812، ميورقة في إسبانيا)؛ مؤلِّف، كاتب مسرحي وروائي إسباني.